# Anna Langenbruch
Anna Langenbruch (* 1979) ist eine deutsche Musikwissenschaftlerin.

## Leben
Sie studierte Musik und Mathematik in Köln (2005: 1. Staatsexamen). Nach der binationalen Promotion 2011 an der Hochschule für Musik, Theater und Medien Hannover und der École des hautes études en sciences sociales wurde sie 2021 auf die Professur für „Kulturgeschichte der Musik“ am Institut für Musik der Universität Oldenburg berufen.
Ihre Forschungsschwerpunkte sind die Kulturgeschichte von Exil und Migration, intermediale Musikhistoriographie, das Musiktheater des 18.–21. Jahrhunderts sowie Wissenschaftsgeschichte und Gender Studies.

## Schriften (Auswahl)
- mit Talia Bachir-Loopuyt, Gesa zur Nieden und Sara Iglesias (Hg.): Musik – Kontext – Wissenschaft. Musiques – contextes – savoirs. Interdisziplinäre Forschung zu Musik. Perspectives interdisciplinaires sur la musique. Frankfurt am Main 2012, ISBN 3-631-60652-4.
- Topographien musikalischen Handelns im Pariser Exil. Eine Histoire croisée des Exils deutschsprachiger Musikerinnen und Musiker in Paris 1933–1939. Hildesheim 2014, ISBN 3-487-15065-4.
- mit Sebastian Bolz, Moritz Kelber und Ina Knoth (Hg.): Wissenskulturen der Musikwissenschaft. Generationen – Netzwerke – Denkstrukturen. Bielefeld 2016, ISBN 3-8376-3257-1.
- (Hg.): Klang als Geschichtsmedium. Perspektiven für eine auditive Geschichtsschreibung. Bielefeld 2018, ISBN 3-8376-4498-7.